# Ломаєв Іван Дмитрович
Іван Дмитрович Ломаєв (рос. Иван Дмитриевич Ломаев, нар. 21 січня 1999, Гур'євськ, Кемеровська область, Росія) — російський футболіст, воротар клубу «Крила Рад».

## Клубна кар'єра
Іван Ломаєв народився у місті Гур'євськ (Кемеровська область) і є вихованцем місцевого СДЮШОР «Кемерово». Згодом продовжив навчання в академії московського клубу «Чертаново» з яким виграв турнір у Другій лізі і вийшов до ФНЛ.
Влітку 2020 року перейшов до складу самарського клубу «Крила Рад», що на той момент також виступав у ФНЛ. Брав участь у півфінальному матчі на Кубок Росії проти грозненського «Ахмата» але незадовго до серії пенальті був змінений.
25 липня 2021 року дебютував у турнірі Прем'єр-ліги.

## Збірна
Навесні 2021 року Ломаєв брав участь у першій частині фінального турніру молодіжної першості Європи.

## Досягнення
Крила Рад
- Фіналіст Кубка Росії: 2020/21
- Переможець ФНЛ: 2020/21